# M. David Merrill
Marriner David Merrill (Ogden (Utah), 27 de marzo de 1937),  más conocido como M. David Merrill, es un investigador en educación, especializado en diseño de instrucción y tecnología. Las teorías de Merrill constituyen algunas de las bases de referencia actuales para el diseño de instrucción en general, y para el diseño de instrucción con medios electrónicos en particular. Sus publicaciones relacionadas con sus tres teorías más destacadas aparecen citadas en miles de artículos científicos. Los elementos más importantes de su teoría de Primeros Principios de la Instrucción (o de Principios Fundamentales de la Instrucción) aparecen citados como referencia metodológica en buena parte de las páginas de entidades gubernamentales con competencias educativas y facultades universitarias relacionadas con la educación en todo el mundo.
Sus teorías son especialmente relevantes en la actualidad para el diseño de: situaciones de aprendizaje (Teoría de Primeros Principios de la Instrucción o Principios Fundamentales de la Instrucción), y de rúbricas de valoración del aprendizaje (Teoría de Presentación de Componentes); y asimismo para el diseño de instrucción con medios electrónicos (Teoría Transaccional de la Instrucción). 

## Biografía
En su juventud se implicó en trabajo misionero para la Iglesia de Jesucristo de los Santos de los Últimos Días. Está casado con Kate Merrill y tienen juntos 9 hijos y 39 nietos. Actualmente vive en Hawái e imparte cursos de la Universidad Brigham Young online.

## Educación y carrera
En 1961, Merrill obtuvo un Bachelor of Arts o B.A. (titulación asimilable en su momento a una Diplomatura, o en la actualidad, al Título de grado universitario) en educación secundaria de la Universidad Brigham Young; y en 1964 obtuvo un Master of Arts o M.A. (equivalente a una Licenciatura en aquellos momentos, o a la titulación que en la actualidad se denomina Maestría o Máster) y se convirtió en Philosophiæ doctor o Ph.D. (Doctor) en la Universidad de Illinois.
Merrill ha formado parte de facultades en múltiples universidades durante una amplia carrera académica:
- Universidad George Peabody para profesores (Universidad Vanderbilt) de 1964 a 1966.
- Universidad Brigham Young en 1967 y de 1968 a 1979. También a principios de los 70 Merrill fue miembro del “Comité seleccionado sobre el futuro de la educación superior en la Iglesia de Jesucristo de los Santos de los Últimos Días” presidido por Henry B. Eyring.
- Universidad del Sur de California de 1979 a 1988
- Universidad Estatal de Utah de 1987 a 2004, donde ahora es profesor emérito.
- Universidad Brigham Young de 2004 a 2009
- Universidad Estatal de Florida de 2007 a 2009.

## Investigación
Al comienzo de su carrera académica Merrill asumió la noción de que "la mayoría de las teorías de aprendizaje disponibles tienden a explicar cómo las personas adquieren y almacenan conocimiento, pero tienen poco que decir acerca de cómo la instrucción debe estructurar y secuenciar el conocimiento para promover un aprendizaje eficiente y efectivo". Así, la investigación de este autor, se ha centrado en guiar el desarrollo de tres importantes teorías que apuntalan hoy la disciplina del “Diseño de Instrucción" y en especial la del "Diseño de Instrucción y Tecnología”: la Teoría de Presentación de Componentes, la Teoría de Primeros Principios de la Instrucción (o Principios Fundamentales de la Instrucción) y la Teoría Transaccional de la Instrucción.

### Teoría de Presentación de Componentes

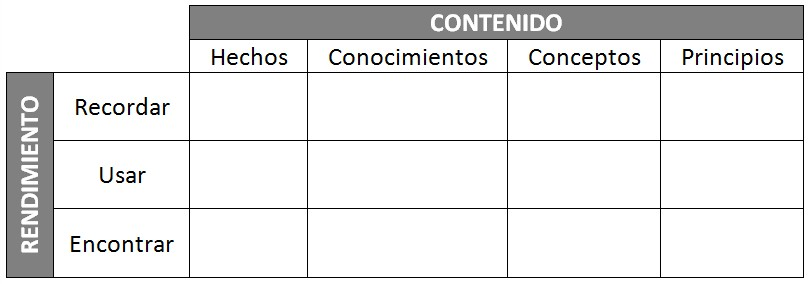
Esta imagen es un ejemplo de la matriz de contenido/rendimiento asociada a la Teoría de Presentación de Componentes de M. David Merrill

La Teoría de Presentación de Componentes se formuló en 1983 (fecha de su primera publicación) en la lengua nativa de M. David Merrill (el idioma inglés) como "Component Display Theory", siendo también conocida en ese idioma por su acrónimo "CDT". En español, aunque la traducción más correcta sea la de "Teoría de Presentación de Componentes", en buena parte de las publicaciones en nuestro idioma que aluden a esta teoría pueden encontrarse distintas traducciones alternativas, como "Teoría de Componentes de Visualización", "Teoría de Visualización de Componentes", "Teoría de Despliegue de Componentes" y otras.
Merrill desarrolló la Teoría de Presentación de Componentes a partir de las teorías de Robert M. Gagné como una teoría prescriptiva de diseño de instrucción que contempla el aprendizaje en dos dimensiones: contenido y rendimiento, La teoría propone el uso de una matriz de contenido/rendimiento válida para cualquier campo de contenidos., donde la componente de contenido tiene cuatro áreas:
- hechos,
- procedimientos,
- conceptos,
- y principios.

Mientras que la componente de rendimiento consiste en:
- recordar,
- usar,
- y encontrar.[7]

Esta teoría puede ser usada para diseñar la instrucción de cualquier nivel del dominio cognitivo y provee una base para el diseño de lecciones en los sistemas de aprendizaje por ordenador. En 1994, Merrill revisó la Teoría de Presentación de Componentes original y el enfoque adoptó una perspectiva más amplia. El énfasis se movió de la lección hacia la estructura general del curso y de formularios a transacciones de instrucción (una transacción de instrucción es una interacción de instrucción particular con una persona estudiante caracterizada como una mutua dinámica en tiempo real; una especie de “acción” y “reacción” entre el sistema instruccional y el usuario, en el que se produce un intercambio de información).
Asimismo, además de funcionar como herramienta para el diseño de instrucción, la teoría ha jugado un cierto papel en el diseño de las rúbricas que actualmente se utilizan para valorar resultados de instrucción y mostrar detalladamente esta valoración con objetivos informativos, justificativos y motivacionales.

### Teoría de Primeros Principios de la Instrucción o Principios Fundamentales de la Instrucción

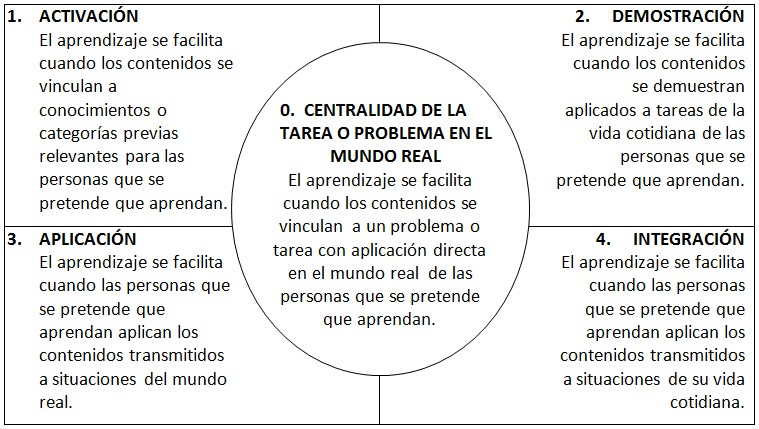
Version visual resumida de la Teoría de los Primeros Principios de Instrucción de M. David Merrill

Un "primer principio" es un principio básico, una proposición fundamental que como tal no admite demostración a partir de principios más básicos, o no necesita demostración por ser evidente. Los primeros principios son abstractos y generales, aplicándose a una gran cantidad de casos. La de Primeros Principios de Instrucción o Principios Fundamentales de Instrucción es una teoría de instrucción que, basándose en múltiples modelos y teorías de instrucción anteriores asume como "primeros principios" un juego de cinco principios interrelacionados: centralidad de la tarea/problema, activación, demostración, aplicación e integración,. Estos principios pueden ayudar a las personas que diseñan instrucción a desarrollar materiales instructivos que pueden ampliar el proceso de instrucción y aprendizaje. Es una teoría de instrucción centrada en una tarea o problema, y como tal, el énfasis se pone en el uso de problemas o tareas del mundo real en el proceso de instrucción.
- 0. Centralidad de la tarea/problema: se facilita el aprendizaje de las personas que se pretende que adquieran nuevas habilidades y/o conocimientos cuando la instrucción se centra en tareas o problemas del mundo real y progresan de simples a complejos.[11]
- 1. Activación: se facilita el aprendizaje de las personas que se pretende que adquieran nuevas habilidades y/o conocimientos cuando se les pide que evoquen conocimientos previos, que evoquen una estructura para organizar ese conocimiento o se les da una estructura para organizar nuevo conocimiento.[11]
- 2. Demostración: se facilita el aprendizaje de las personas que se pretende que adquieran nuevas habilidades y/o conocimientos cuando tales habilidades y conocimientos les son demostrados en un contexto de problema o tarea del mundo real.[11]
- 3. Aplicación: se facilita el aprendizaje de las personas que se pretende que adquieran nuevas habilidades y/o conocimientos cuando estas personas verdaderamente son capaces de aplicar estas habilidades y/o conocimientos a problemas y tareas del mundo real.[11]
- 4. Integración: se facilita el aprendizaje de las personas que se pretende que adquieran nuevas habilidades y/o conocimientos cuando estas personas integran las nuevas habilidades o conocimientos adquiridos a problemas y tareas de su vida cotidiana.[11]

Estos principios se han generalizado en la actualidad para el diseño de situaciones de aprendizaje.

### Teoría Transaccional de la Instrucción
Esta teoría fue desarrollada por Merrill junto con Li y Jones, siendo considerada como una Teoría de Diseño de Instrucción de segunda generación.  Fue diseñada en un intento de extender las Condiciones del Aprendizaje de Gagné y la teoría de Presentación de Componentes de Merrill, para conformar un diseño que tuviera capacidad de aplicación en instrucción automatizada.  Así, puede ser descrita como un diseño de instrucción basado en su aplicación en ordenadores. Las transacciones de la instrucción (una transacción de instrucción es una interacción de instrucción particular con una persona estudiante, caracterizada como una mutua dinámica en tiempo real; una especie de “acción” y “reacción” entre el sistema instruccional y el usuario, en el que se produce un intercambio de información) en esta teoría se convierten en algoritmos que funcionan como patrones de interacciones de aprendizaje diseñados para activar que la persona que aprende adquiera cierto tipo de conocimientos o habilidades.
La teoría transaccional de la instrucción tiene a su vez tres componentes: la Teoría descriptiva del conocimiento, la Teoría descriptiva de la estrategia y la Teoría prescriptiva del diseño de instrucción. En el ámbito de la Teoría descriptiva del conocimiento, Merrill incluye la definición del concepto de “objeto de conocimiento” que, si bien venía apareciendo desde unos años antes en sus artículos sobre la Teoría Transaccional de la Instrucción, no se definió de manera clara hasta 1998, como:
- Una forma precisa de describir el contenido de la materia o el conocimiento que se enseñará.
- Un marco o estructura para identificar los componentes necesarios de conocimiento.
- Y una forma de organizar una base de datos (base de conocimiento) de recursos de contenido (texto, audio, video y gráficos) para que un algoritmo de instrucción determinado (estrategia de instrucción prediseñada) pueda usarse para enseñar una variedad de contenidos diferentes.

## Publicaciones
La que sigue a continuación es una lista seleccionada de algunas de las numerosas publicaciones de M. David Merrill (en inglés).
- Merrill, M. D., Li, Z. & Jones, M. K. (1991). "Instructional Transaction Theory: an introduction." Educational Technology, 31(6), 7-12.
- Mendenhall, A., Buhanan, C.W., Suhaka, M., Mills, G., Gibson, G.V., & Merrill, M.D. (2006). "A taskcentered approach to entrepreneurship." TechTrends 50(4): 84-89.
- Merrill, M. D. (2001). "Toward a theoretical tool for instructional design." Instructional Science, 29(4- 5), 291-310.
- Merrill, M. D. (2002). "A pebble-in-the-pond model for instructional design." Performance Improvement, 41(7), 39-44.
- Merrill, M. D. (2002). "First principles of instruction." Educational Technology Research and Development, 50(3), 43-59.
- Merrill, M. D. (2006). "Levels of instructional strategy." Educational Technology 46(4): 5-10.
- Merrill, M. D. (2006). Hypothesized performance on complex tasks as a function of scaled instructional strategies. Handling Complexity in Learning Environments: Theory and Research. J. Enen and R. E. Clark. Ámsterdam, Elsevier: 265-281.
- Merrill, M. D. (2007). "A task-centered instructional strategy." Journal of Research on Technology in Education, 40(1), 33-50
- Merrill, M. D. (2007). "First principles of instruction: a synthesis." In Reiser, R.A. and Dempsey, J.V. (Eds) Trends and Issues in Instructional Design and Technology, 2nd Edition. Upper Saddle River, NJ, Merrill/Prentice Hall. 2: 62-71.
- Merrill, M. David (2008). "Converting e3 learning to e3 learning: an alternative instructional design method". In S. Carliner & P. Shank (Eds.), The E-Learning Handbook: Past Promises, Present Challenges (pp. 359–400). San Francisco: Pfeiffer.
- Merrill, M. D. (2008). "Reflections on a four-decade search for effective, efficient and engaging instruction." In M. W. Allen (Ed.), Michael Allen’s e-Learning Annual Volume 1 (2008) (pp. 141– 167). San Francisco: Wiley/Pfieffer
- Merrill, M. D. (2008). "Why basic principles of instruction must be present in the learning landscape, whatever form it takes, for learning to be effective, efficient and engaging." In J. Visser & M. VisserValfrey (Eds.), Learners in a Changing Learning Landscape: Reflections from a Dialogue on New Roles and Expectations (pp. 267–275): Springer.
- Merrill, M. D. (2009). "Finding e3 (effective, efficient and engaging) Instruction." Educational Technology, 49(3), 15-26.
- Merrill, M. D. (2009). "First Principles of Instruction." In C. M. Reigeluth & A. Carr-Chellman (Eds.), Instructional Design Theories and Models III. Mahwah: Lawrence Erlbaum Associates Inc.
- Merrill, M. D., & Gilbert, C. G. (2008). "Effective peer interaction in a problem-centered instructional strategy." Distance Education, 29(2), 199-207.
- Merrill, M. D., Barclay, M., & Van Schaack, A. (2008). "Prescriptive principles for instructional design." In J. M. Spector, M. D. Merrill, J. J. G. van Merrienboer & M. P. Driscol (Eds.), Handbook of Research on Educational Communications and Technology (3rd ed., pp. 173–184). New York: Lawrence Erlbaum Associates: Taylor and Francis Group.